# Sebastian Bacmeister
Sebastian Bacmeister (* 9. August 1646 in Otterndorf; † 14. Mai 1704 in Travemünde) war ein deutscher lutherischer Geistlicher.

## Leben
Sebastian Bacmeister war Sohn des Pastors und Superintendenten in Ratzeburg Lucas Bacmeister (1617–1662), der vormals Prediger im Land Hadeln gewesen war. Bacmeister wurde bereits als Kind 1654 an der Universität Rostock immatrikuliert, um ihn von den Folgen des studentischen Ritus der Deposition zu schützen. Er studierte Mitte der 1660er Jahre evangelische Theologie an der Universität Rostock und der Universität Wittenberg, wo er 1670 unter dem Vorsitz von August Pfeiffer disputierte. 1676 wurde er Prediger an St. Lorenz in Travemünde. Hier war er gemeinsam mit dem Pastor Hermann Heinrich Escher (1635–1705) bis zu seinem Tode als Prediger tätig.
Er war verheiratet mit Elsabe von Reyter (1657–1740). Aus der Ehe ging der Sohn Johannes Bacmeister hervor, der Mediziner an der Universität Tübingen, Leibarzt und Baden-Durlachscher Rat wurde.